# Marco Kreuzpaintner
Marco Kreuzpaintner (ur. 11 marca 1977 w Rosenheim) – niemiecki reżyser, scenarzysta i producent filmowy.

## Życiorys
Studiował historię sztuki na uczelni wyższej w Salzburgu w Austrii.
Reżyseria filmu Letnia burza (Sommersturm, 2004) przyniosła mu wyróżnienia podczas niemieckiej gali New Faces Awards oraz na Munich Film Festival i Milan International Lesbian and Gay Film Festival. Scenariusz filmu oparto na jego własnych doświadczeniach związanych z coming outem.

## Filmografia

### Reżyser
- 2008: Uczeń czarnoksiężnika (Krabat)
- 2007: Handel (Trade)
- 2004: Letnia burza (Sommersturm)
- 2003: Nie wszystko stracone (Ganz und gar)
- 2002: REC − Kassettenjungs (Kassettenmädchen)
- 2000: Der Atemkünstler
- 2000: Nebensächlichkeiten
- 1999: Entering Reality

### Scenarzysta
- 2008: Uczeń czarnoksiężnika (Krabat)
- 2006: Chmura (Die Wolke)
- 2004: Letnia burza (Sommersturm)
- 2000: Der Atemkünstler

### Producent
- 2000: Der Atemkünstler
- 1999: Entering Reality